# Friedrich von Brucken gen. Baron von Fock
Heinrich Friedrich von Brucken gen. Baron von Fock  (* 12. Februar 1801 in Stücken bei Potsdam; † 18. Januar 1872 in Berlin) aus dem Adelsgeschlecht Brucken genannt Fock war ein deutscher Rittergutsbesitzer, Verwaltungsjurist und Politiker.

## Leben
Von Brucken Baron von Fock war der Sohn des preußischen Majors und Herren auf Stücken Heinrich Christoph von Brucken und dessen Ehefrau Auguste Friederike, geborene von Glöden. Von Brucken gen. Baron von Fock, der evangelischer Konfession war, blieb unverheiratet.
Von Brucken gen. Baron von Fock war als Erbe seines Vaters Herr auf Stücken. Er studierte Rechtswissenschaften in Berlin und Heidelberg und arbeitete 1827 bis 1830 bei der Generalkommission in Berlin. 1830 wurde er Kammergerichtsassessor in Berlin und 1831 bei der Regierung in Potsdam beschäftigt. 1832 wechselte er aus dem Justizdienst in den Regierungsdienst und wurde Regierungsassessor. 1834 wurde er zur Regierungsrat und 1842 zum Oberregierungsrat und Dirigent der Abteilung I bei der Regierung in Potsdam befördert. 1852 trat er in den Ruhestand.
Er war (1843) bis 1851 Mitglied im Provinziallandtag der Provinz Brandenburg 1847 gehörte er für die Mark Brandenburg dem Vereinigten Landtag an. 1849 bis 1861 und erneut 1866 bis 1867 war er Mitglied der II. Preußischen Kammer bzw. des Preußischen Abgeordnetenhauses. 1850 war er Mitglied des Volkshauses des Erfurter Unionsparlaments. Er wurde mit dem Roten Adlerorden 4. Klasse ausgezeichnet. Heinrich Friedrich trat 1840 dem Johanniterorden als Ehrenritter bei. Unter dem ersten Vornamen Heinrich war Baron von Brucken gen. von Fock mehrfach als Autor in den Themen Verfassungswesen und Politik tätig. Vier Werke sind ihm bis zu seinem Tode zuzuordnen.
Der Ort hatte um 1859 genau 425 Einwohner und bestand aus 59 Wohngebäuden sowie aus 96 sonstigen Gebäuden. Das damals etwa 386 ha große Gut Stücken ging dann an den aus Russland stammenden Baron Louis von Brucken und später an dessen Nachfahren.